# 田澤恭子
田澤 恭子（たざわ きょうこ）は、日本のピアニスト。

## 来歴
3歳よりヤマハ音楽教室幼児科にてピアノを始め、専門コースにて4年間学ぶ。愛知県立明和高等学校音楽科を経て、東京音楽大学音楽学部音楽学科ピアノ科を卒業。引き続き、同大学研究生器楽専攻（ピアノ伴奏者コース）および同大学大学院音楽研究科器楽専攻鍵盤楽器研究領域ピアノ科を修了する。
過去に久保田進子、白木宏子、ボト・レヘル、丸山恵美、村上隆（以上ピアノ）、迫昭嘉、土田英介（以上室内楽）、菊地麗子（ピアノ及び室内楽）の指導を受ける。
ピアノにおいて、日本内外で複数の受賞歴を持つ（詳細後記）。

## 賞歴
- 第9回日本クラシック音楽コンクール：好演賞
- 第4回万里の長城杯国際音楽コンクール一般の部：奨励賞
- 第4回大阪国際音楽コンクールピアノデュオ部門：第1位（福田あき子と共同）[1]、大阪府知事賞（福田あき子と共同）[2]
- 第12回アジアンクラシック音楽コンサート：優秀賞
- 第2回ペトロフピアノコンクール：審査員賞
- 第1回ザイラー国際ピアノコンクール・イン・ジャパン：特別賞
- 及川音楽事務所主催第2回新人オーディション：優秀新人賞
- 第1回ピアノコンチェルトコンペティション：第2位
- 平成28年コンクール指導者賞